# Champeaux (Manche)
Champeaux ist eine französische Gemeinde mit 341 Einwohnern (Stand: 1. Januar 2022) im Département Manche in der Region Normandie. Sie gehört zum Arrondissement Avranches und zum Kanton Avranches. Nachbargemeinden sind Carolles im Nordwesten, Jullouville im Nordosten, Dragey-Ronthon im Osten und Saint-Jean-le-Thomas im Südwesten. Champeaux grenzt im Südwesten an den Ärmelkanal.

## Bevölkerungsentwicklung
| Jahr      | 1962 | 1968 | 1975 | 1982 | 1990 | 1999 | 2008 | 2018 |
| --------- | ---- | ---- | ---- | ---- | ---- | ---- | ---- | ---- |
| Einwohner | 346  | 314  | 352  | 324  | 330  | 320  | 365  | 355  |

## Sehenswürdigkeiten

Kirche Saint-Vigor

- Kirche Saint-Vigor